# La Neuville-en-Tourne-à-Fuy
 La Neuville-en-Tourne-à-Fuy  es una población y comuna francesa, en la región de Champaña-Ardenas, departamento de Ardenas, en el distrito de Rethel y cantón de Juniville.

## Demografía
| 485 | 472 | 414 | 386 | 389 | 362 |
| Para los censos de 1962 a 1999 la población legal corresponde a la población sin duplicidades (Fuente: INSEE [Consultar]) |     |     |     |     |     |